# Krewetka biała
Krewetka biała, krewetka białonoga (Litopenaeus vannamei) – gatunek skorupiaka z rodziny Penaeidae.

## Występowanie
Krewetki białe pochodzą ze wschodniego Pacyfiku, od meksykańskiego stanu Sonora na północy, przez Środkową i Południową Amerykę aż po Tumbes w Peru, gdzie temperatury wody wynoszą zwykle powyżej 20 °C przez cały rok. Występują w tropikalnych siedliskach morskich. Od lat 70. XX wieku zostały szeroko rozpowszechnione na całym świecie, zwłaszcza po roku 2000, gdyż krewetka biała stała się podstawowym gatunkiem hodowlanym na terenie Azji. Głównymi producentami są: Chiny, Tajlandia, Indonezja, Brazylia, Ekwador, Meksyk, Wenezuela, Honduras, Gwatemala, Nikaragua, Belize, Wietnam, Malezja, Tajwan, wyspy pacyficzne, Peru, Kolumbia, Kostaryka, Panama, Salwador, Stany Zjednoczone Ameryki, Indie, Filipiny, Kambodża, Surinam, Saint Kitts, Jamajka, Kuba, Dominikana i Bahamy.

## Opis
Krewetka biała dorasta do 230 milimetrów długości. Rostrum jest umiarkowanie długie, z 7-10 zębami po stronie grzbietowej i 2-4 zębami po stronie brzusznej. Samce stają się dojrzałe w wieku 6-7 miesięcy. Osobniki o wadze 30–45 g są gotowe do rozrodu. Samica składa 100 000-250 000 jaj o średnicy w przybliżeniu 0,22 mm. Wylęg następuje około 16 godzin po zapłodnieniu. Larwy pierwszego stadium, nazywane pływikami, żyją dzięki swoim rezerwom żółtkowym. Kolejne stadia larwalne (odpowiednio: protozoea, mysis i wczesne postlarvae) pozostają przez jakiś czas planktonem, jedzą fitoplankton i zooplankton i są przenoszone w kierunku brzegu prądami pływowymi. Postlarvae zmieniają swój planktonowy zwyczaj około 5 dni po linieniu i bytują na brzegu. Zaczynają wówczas żerować na szczątkach, robakach, małżach i skorupiakach. Dorosłe osobniki żyją w oceanie, na głębokościach do 72 metrów, natomiast larwy w przybrzeżnych ujściach rzek, lagunach lub obszarach namorzynowych.

## Zagrożenia związane z hodowlą
W 2010 roku Greenpeace International dodało krewetkę białą do swojej czerwonej listy owoców morza. Powodem było „zniszczenie ogromnego obszaru mangrowców w kilku krajach, przeławianie młodocianych krewetek z obszarów dzikich w celu dostarczania krewetek do hodowli i znaczne naruszenia praw człowieka”.
W Stanach Zjednoczonych badania koncentrowały się na „superintensywnej” akwakulturze w zamkniętych systemach wewnętrznych, co zminimalizowałoby ucieczkę lub problemy z chorobami. Specyficzne skutki działania krewetki białej nie zostały zgłoszone. Potencjalne skutki to rywalizacja z rodzimymi gatunkami krewetek i rozprzestrzenianie się wirusowych chorób krewetek na populacje dzikich krewetek, szczególnie wirusa zespołu białych plam i wirusa zespołu Taura (Organizacja ds. Żywności i Rolnictwa 2011). Badania eksperymentalne wskazują, że Litopenaeus vannamei był bardziej agresywny w rywalizacji o żywność z rodzimymi krewetkami w Tajlandii, ale przegrał walkę z rodzimym gatunkiem Charybdis affinis.